# Jean Stapleton
Jean Stapleton, cuyo nombre real era Jeanne Murray (Nueva York, 19 de enero de 1923-Nueva York, 31 de mayo de 2013) fue una actriz estadounidense de teatro, televisión y cine.
Conocida por su interpretación de Edith Bunker como esposa de Archie Bunker (interpretado por Carroll O'Connor) y madre de Gloria Stivic (interpretada por Sally Struthers) en la popular comedia de situación All in the Family, emitida entre 1971 y 1979 en la CBS. Posteriormente, siguió interpretando a Edith Bunker durante la primera temporada de la secuela de All in the Family, titulada Archie Bunker's Place.

## Biografía
Nació el 19 de enero de 1923 en la ciudad de Nueva York, Estados Unidos. Sus padres eran Joseph E. Murray y Marie Stapleton Murray. Estudió en la Hunter College. A los 18 años, empezó su carrera debutando en Nueva York en una obra Off-Broadway.
También protagonizó musicales de éxito de Broadway como Damn Yankees, Funny Girl, Bells Are Ringing y Juno. Fue invitada a muchas series de televisión, incluyendo el papel de Rosa Criley en el episodio "The Bride Wore Pink" de la serie The Eleventh Hour en 1963.
Entre sus primeros trabajos en televisión aparecen series como: Starlight Theatre, Robert Montgomery Presents, Lux Video Theater, Woman with a Past, The Philco-Goodyear Television Playhouse, Dr. Kildare, The Patty Duke Show, Car 54 Where Are You?, Dennis the Menace y Naked City. En un episodio de la serie The Defenders emitido el 1 de diciembre de 1962, coincidió por primera vez con el que será su futuro marido en la televisión, el actor Carroll O'Connor.
En 1979, aparece en la producción canadiense Something's Afoot, que más tarde se emitió por la televisión Showtime. En 1982, Stapleton interpretó a Eleanor Roosevelt en la producción de televisión First Lady. Asimismo protagonizó junto a Whoopi Goldberg la serie Bagdad Cafe, una serie de televisión basada en la película homónima (Bagdad Café).
Sus premios con All in the Family incluyen tres Emmy y dos Globo de Oro. Se le ofreció un papel en la película Un mundo de fantasía como Mrs. Teevee, pero no lo aceptó al coincidir con la producción del episodio piloto de All in the Family.
Stapleton apareció en telefilmes y largometrajes como Klute, la comedia Cold Turkey, y en un par de episodios de Faerie Tale Theatre. Igualmente tuvo un papel en la serie de televisión El espantapájaros y la señora King como espía británica. Apareció en El mundo de Beakman como la madre de Beakman.
En 1986 regresó a Broadway, donde protagonizó la reposición de la célebre obra Arsenic and Old Lace.
En 1996, interpretó a Pansy Milbank en la película Michael, dirigida por Nora Ephron y protagonizada por John Travolta. También apareció en 1998 en Tienes un e-mail junto a Meg Ryan. Stapleton actuó en la serie de televisión de la CBS Tocados por un ángel como un ángel llamado Emma.
En la década de 1990 interpretó a Mrs. Piggle Wiggle, en la serie con el mismo nombre basada en los libros de Betty MacDonald. El show fue creado por Shelley Duvall y duró sólo una temporada.
En 1996 apareció en la comedia de situación Todos Quieren a Raymond en el episodio "I Wish I Were Gus". Ese mismo año, actuó asimismo en la serie Murphy Brown en el episodio "All in the Family". Hizo su debut en el mundo de los videojuegos, poniendo la voz a la abuela Ollie en KinderActive, Turner Pictures, y New Line Cinema. El juego ganó el Teacher's Choice Award de la revista Learning.
Stapleton puso la voz a la Sra. Jenkins en la película de animación Pocahontas II en 1998.
Falleció el 31 de mayo de 2013, a los 90 años.

## Premios
| Año  | Premio                                                                    | Serie             |
| ---- | ------------------------------------------------------------------------- | ----------------- |
| 1971 | Primetime Emmy a la mejor actriz - Serie de comedia                       | All in the Family |
| 1972 | Primetime Emmy a la mejor actriz - Serie de comedia                       | All in the Family |
| 1973 | Globo de Oro a la mejor actriz de serie de televisión - Comedia o musical | All in the Family |
| 1974 | Globo de Oro a la mejor actriz de serie de televisión - Comedia o musical | All in the Family |
| 1978 | Primetime Emmy a la mejor actriz - Serie de comedia                       | All in the Family |